# Эберсберг, Карл Юлиус
Карл Юлиус Эберсберг (нем. Karl Julius Ebersberg; 7 сентября 1831, Вена, Австрийская империя — 4 апреля 1870, Винер-Нойштадт) — австрийский педагог, профессор, писатель

.

## Биография
Родился в семье писателя Йозефа Зигмунда Эберсберга и его жены Марии Надори; старший брат Оттокара Франца (1833—1886), писателя и драматурга.
Служил профессором истории и географии в Военной Терезианской академии в Винер-Нойштадтском замке и занимал эту должность до своей смерти. Был членом нескольких научных обществ. Награждён золотой медалью искусств и наук.

## Избранные произведения
- Aus dem Wanderbuch eines Soldaten(Штутгарт, 1855)
- рассказы
  - Am Wachtfeuer (1856)
  - Was uns der Abend bringt (1856),
  - «Zur Milares» (1857)
  - Haus-, Hof und Staatsgeschichten (1869)